# Édifice Gilles-Hocquart
Pour les articles homonymes, voir Hocquart.
L’édifice Gilles-Hocquart est un complexe situé dans le Quartier Latin, à Montréal. Sa composante principale est l'ancien édifice de l'École des hautes études commerciales de Montréal, construit en 1910. La Maison Jodoin, érigée en 1871, et une annexe moderne, sont rattachés à ce bâtiment.
Depuis 2001, le bâtiment est nommé en l’honneur de Gilles Hocquart, quatorzième intendant en titre de la Nouvelle-France qui joua un rôle des plus importants dans la sauvegarde des documents concernant le Régime français.
L'édifice se démarque par son imposante présence dans un haut lieu de la bourgeoisie francophone du début du XXe siècle, c’est-à-dire, le square Viger.

## Description
Le complexe occupe le quadrilatère entre les rues Saint-Hubert, Viger, De La Gauchetière et Labelle. Il abrite le centre d'archives montréalais de Bibliothèque et Archives nationales du Québec (BANQ).

## Historique

### Maison Jodoin
Le plus ancien édifice du complexe est la Maison Jodoin. Elle est érigée en 1871 pour Marie-Hélène, fille du marchand Pierre Jodoin, et Amable Jodoin, homme d'affaires et député, propriétaires de plusieurs immeubles.

### École des hautes études commerciales
Puis, entre 1908 à 1910, d'imposants travaux sur le terrain voisin permettent la naissance du premier pavillon de l'École des hautes études commerciales de Montréal, fondée en 1907. Cet édifice, nommé « Square Viger » en référence au parc voisin, est construit à partir des plans des architectes Louis-Zéphirin Gauthier et Joseph-Égilde-Césaire Daoust de l’agence Gauthier & Daoust. Conçu selon le style architectural des Beaux-Arts, les éléments caractéristiques sont la symétrie parfaite dans la composition du bâtiment et la colonnade à l’avant. Au fronton, on retrouve un haut-relief de Mercure, dieu du commerce, et Minerve, déesse des artisans, entourant les armoiries de l'école de commerce. HEC Montréal occupera le bâtiment jusqu'en 1970 où il déménage à l'édifice Decelles. L'immeuble est par la suite occupé par le Collège Dawson.

### Centre d'archives
En 1988, il devient la propriété de l'État québécois par l'intermédiaire de la Société immobilière du Québec (SIQ). Entre 1997 et 1998, d'importants travaux sont effectués selon les plans de l'architecte Dan S. Hanganu et de l'agence Provencher, Roy et associés.
Premièrement, le réaménagement complet des trois bâtiments qui forment l’édifice Gilles-Hocquart pour pouvoir y loger à la fois les fonctions administratives et publiques du Centre d’archives BAnQ du Vieux-Montréal. Deuxièmement, l'ajout d'une annexe afin de répondre aux besoins de conservations et d'exploitation de l'immeuble. Les nouveaux aménagements occupent une superficie dépassant 14 000 m2.
Ces nouveaux espaces regroupent à la fois des espaces accessibles au public et une zone de traitement et de conservation des archives qui est strictement réservée au personnel. L’aménagement d’aires publiques permet un accès général, pour les visiteurs, à la salle d’exposition, à l’auditorium ainsi qu’aux locaux de services tels que l’accueil, le vestiaire et la salle de repos. La salle de consultation a la possibilité d’accueillir 200 personnes pour réaliser des recherches au sein d'archives de différents supports. On y trouve 5 salles de traitement et des ateliers de restauration. Les espaces de conservation occupent près de la moitié du bâtiment.
L'Atrium contient quatre statues conçues par le sculpteur américain Henry Augustus Lukeman (en) pour l'ancien siège social de la Banque Royale,.

## Galerie

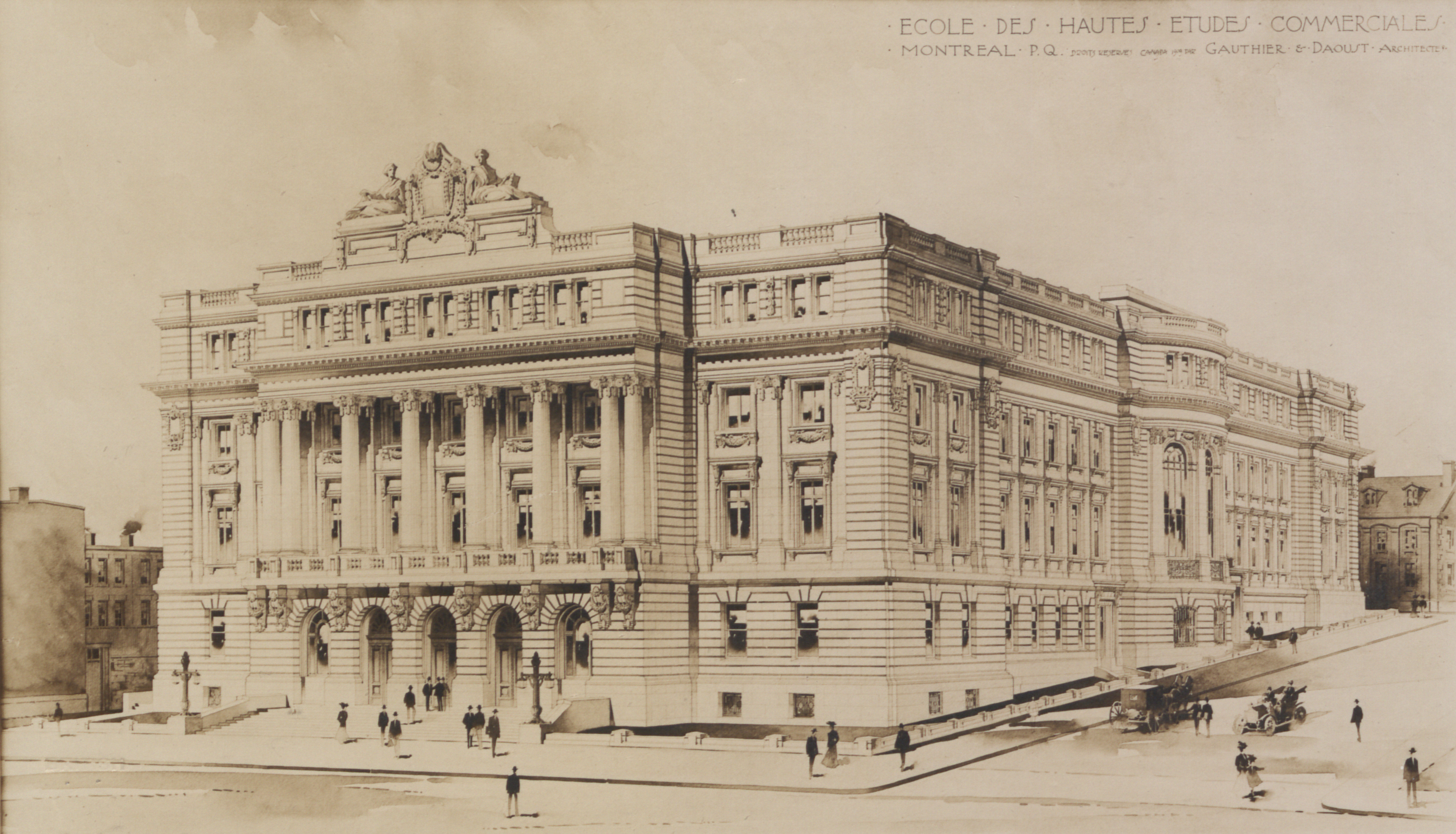
Illustration extérieure du futur bâtiment, en 1909.
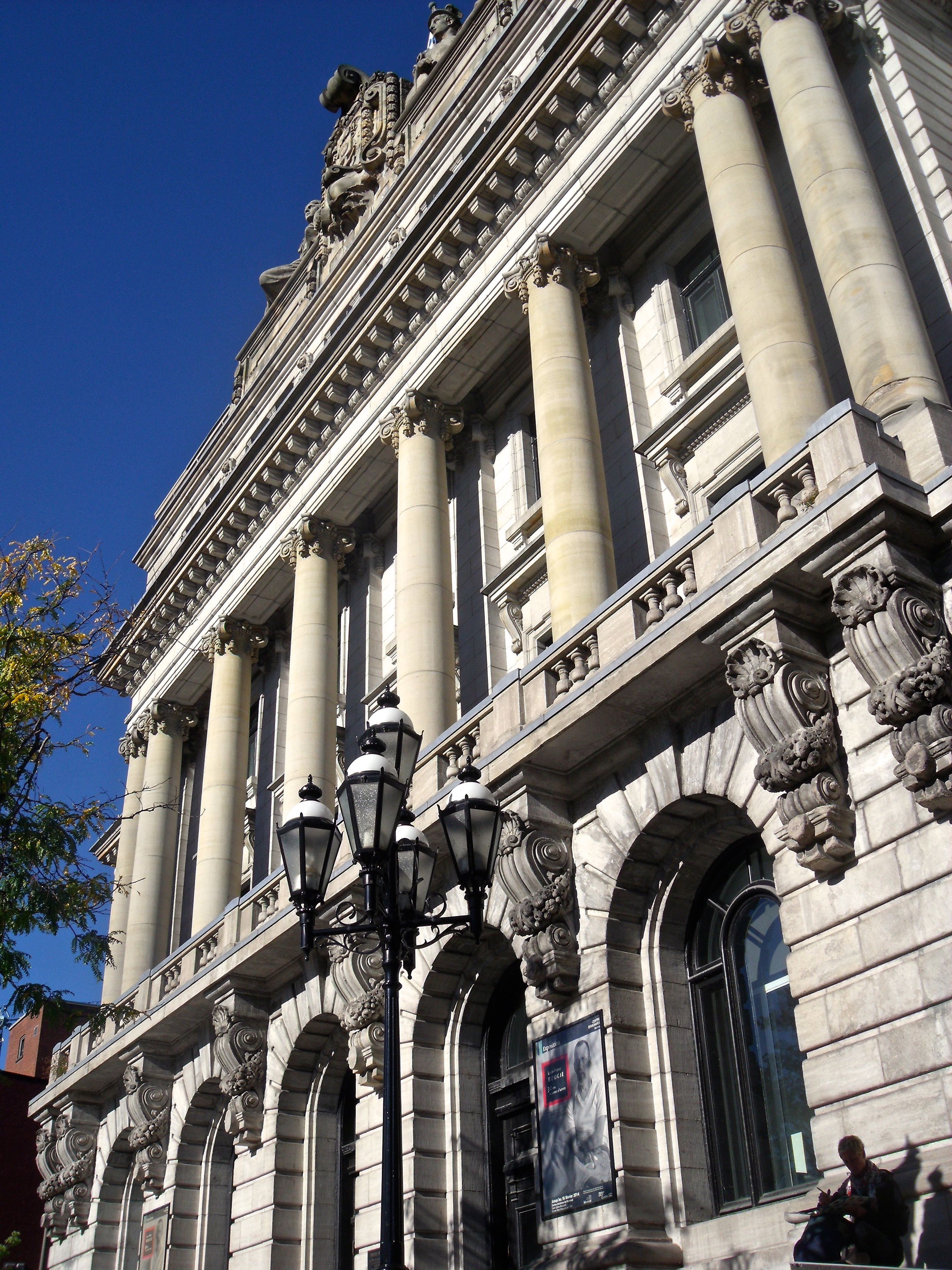
Façade donnant sur l'avenue Viger
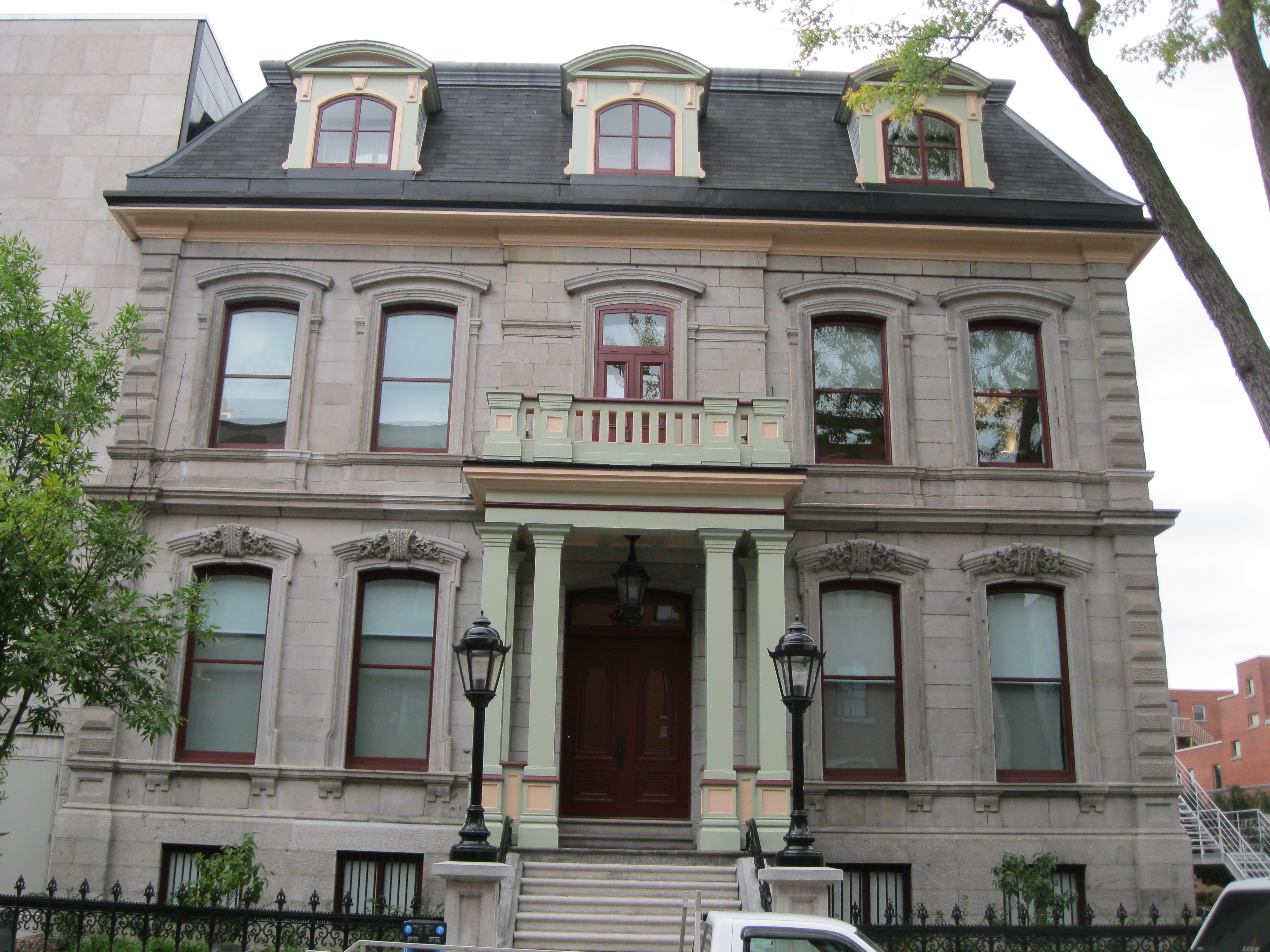
Maison Jodoin
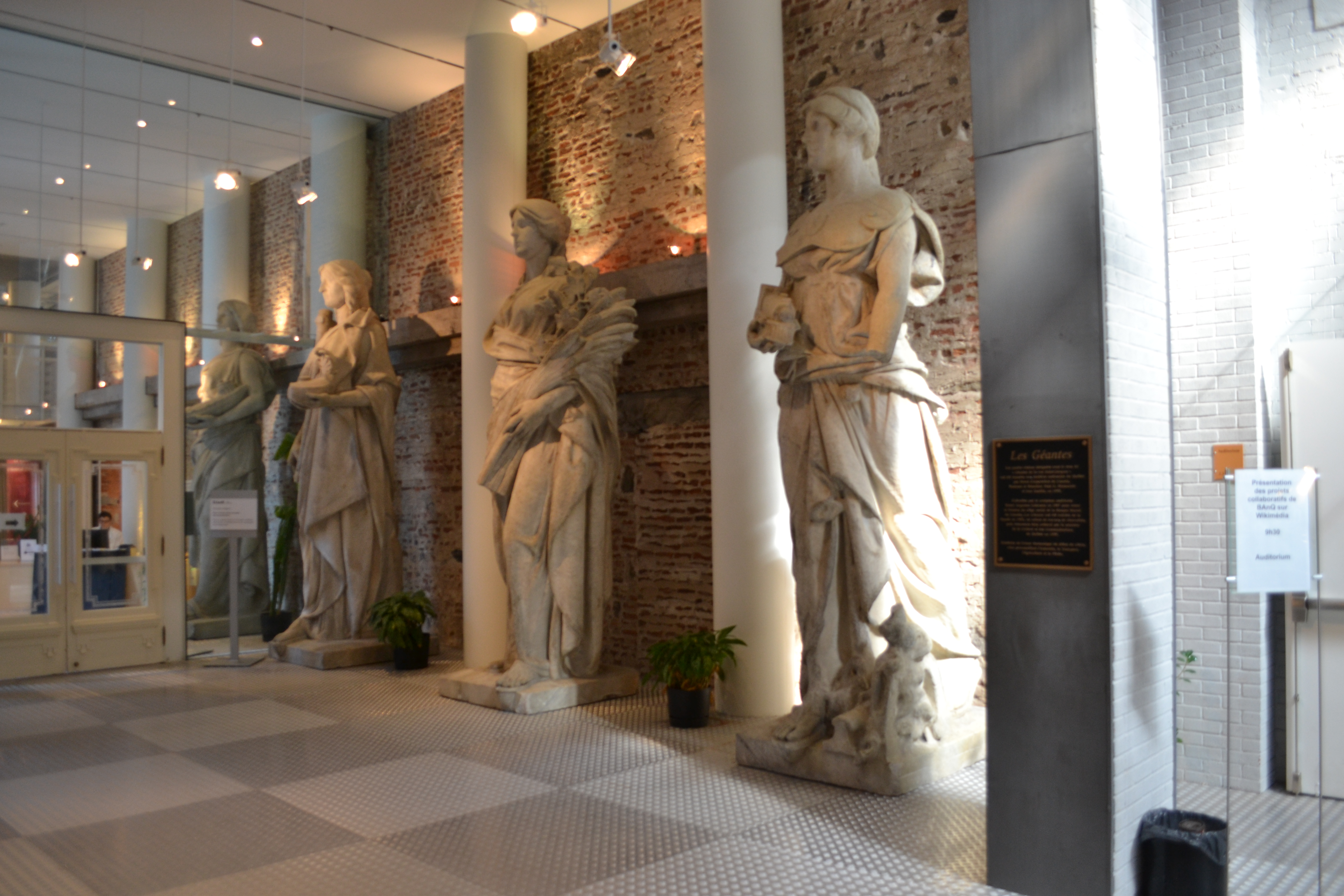
Les Géantes de la rue St-Jacques réalisées par Henry Augustus Lukeman (en) en 1907[6].
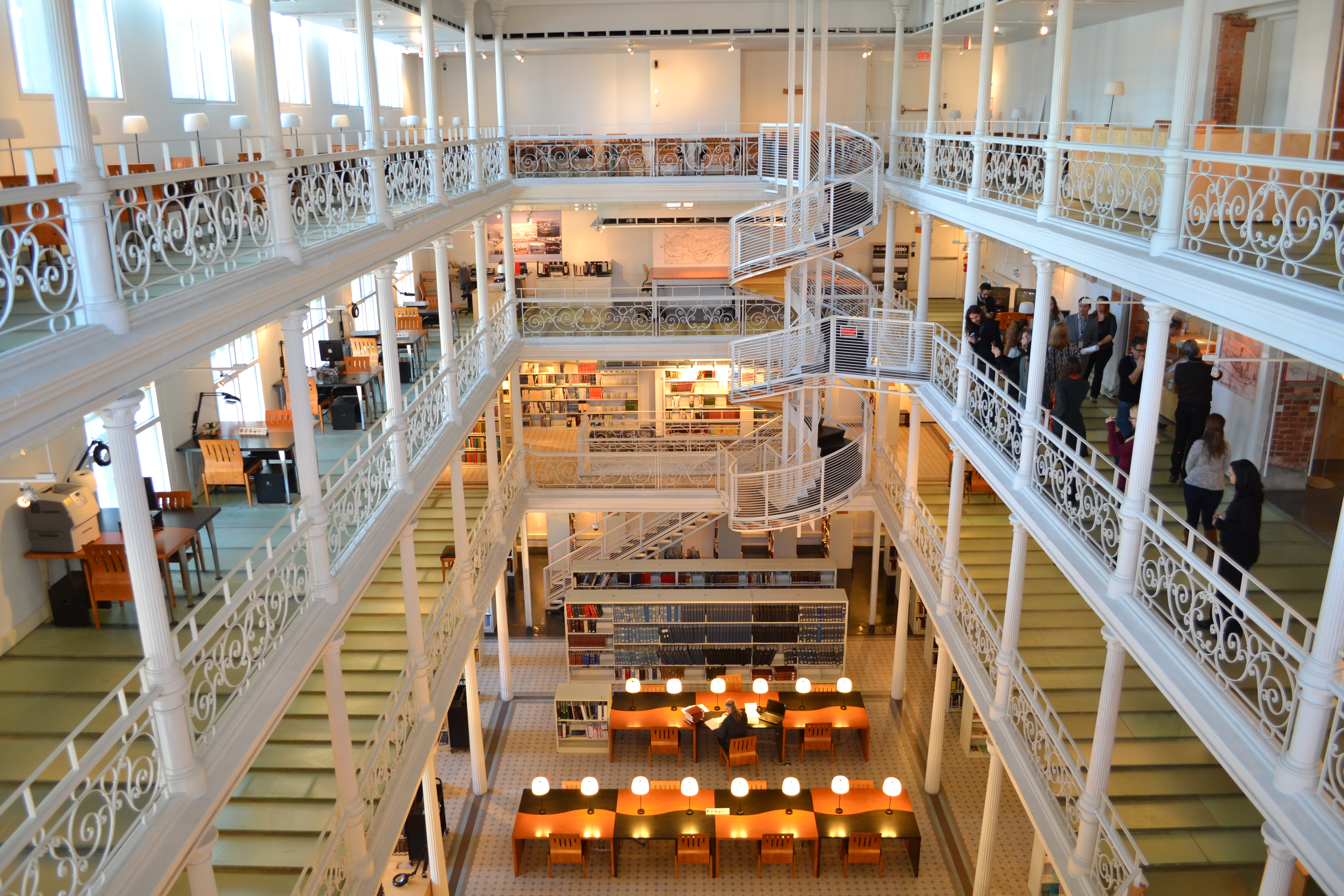
Intérieur de la salle de consultation
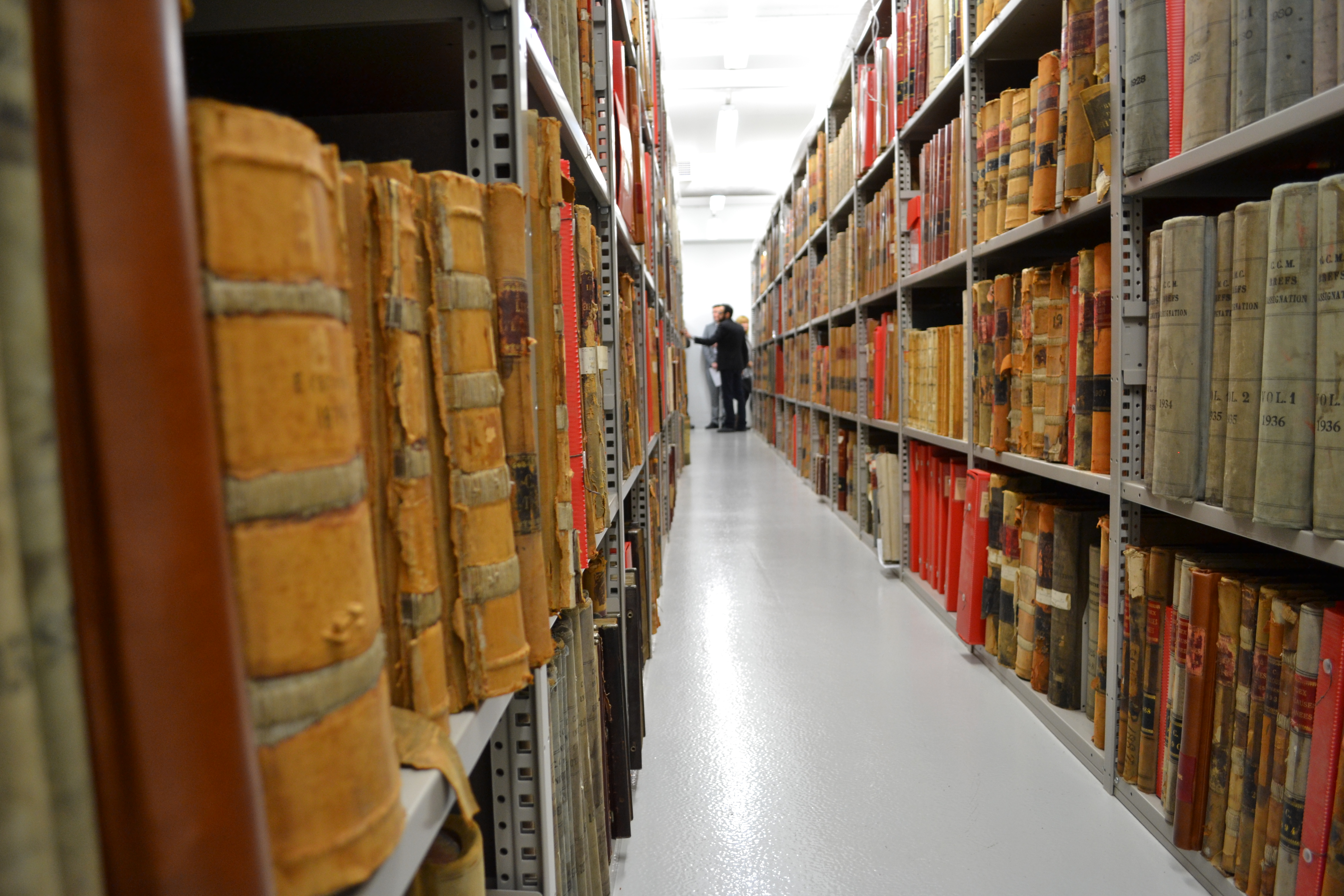
Archives judiciaires conservées à l'édifice Gilles-Hocquart.